# Oresama
Oresama é um filme estrelado por Miyavi, em que ele interpreta uma estrela do rock no Japão, no ano de 2003. No filme, Miyavi interpreta a si mesmo voltando 20 anos no tempo.

## Sinopse
Após ser emboscado por fangirls histéricas, ele entra em uma van onde dorme e é magicamente transportado para o ano de 1984. Causando grande estardalhaço nos locais por suas falsas contas japonesas e seu visual excêntrico, quando ele lê um jornal e percebe que não está mais no ano de 2003.
Conhecendo um músico local, ele faz alguns amigos e forma uma banda (e o beija, como fanservice para as fãs doidas). Várias coisas divertidas também acontecem, como Miyavi encontrando ele mesmo quando era criança e dando um show para várias fans.
Depois de algum tempo, ele percebe que não pode mais continuar no ano de 1984 e precisa voltar para o presente.